# Santa Catalina Mountains
Santa Catalina Mountains je malé pohoří na jihu Arizony, v severovýchodní části Pima County. Nejvyšší horou je Mount Lemmon (2 791 m).
Pohoří ze severovýchodu obklopuje město Tucson, na západě leží Sonorská poušť, jihovýchodně od Santa Catalina Mountains se nachází známý Národní park Saguaro.
Santa Catalina Mountains je součástí fyzicko-geografické provincie Oblast pánví a hřbetů. Leží v oblasti severní Mexické vysočiny.